# アンドレ・ディレル
アンドレ・ディレル（Andre Dirrell、1983年9月7日 - ）は、アメリカ合衆国の男性プロボクサー。アテネオリンピックミドル級銅メダリスト。元IBF世界スーパーミドル級暫定王者。ミシガン州フリント出身。弟は元WBC世界スーパーミドル級王者のアンソニー・ディレル。

## 来歴

### アマチュア時代
2001年、全米選手権にフェザー級(57kg)で出場し優勝。
2002年、全米選手権にライトウェルター級(63.5kg)で出場するが準々決勝でラモン・ピーターソンに敗退する。ナショナル・ゴールデングローブに出場するが準決勝で敗退する。
2003年、全米選手権にミドル級(75kg)出場し優勝を果たす。
2004年、アテネオリンピック国内予選選考会と国内最終選考会を勝ち抜きオリンピック大陸予選の出場権を得る。アメリカ大陸予選の決勝でアルフレド・アングロを破りオリンピック代表権を獲得する。
2004年8月、アメリカ合衆国代表としてアテネオリンピックミドル級に出場。準決勝でゲンナジー・ゴロフキンに敗れ、銅メダルを獲得した。

### プロ時代
2005年1月27日、プロデビューし、4回TKO勝ち。
2008年11月1日、ビクトル・オガノフとNABO北米スーパーミドル級暫定王座決定戦を行い、6回TKO勝ちを収め王座獲得に成功した。
2009年3月28日、デリック・フィンリーと対戦し、6回終了時TKO勝ち。

#### Super Six World Boxing Classic
2009年10月に開始したSuper Six World Boxing Classicに参加。10月17日、グループステージ1でWBC世界スーパーミドル級王者のカール・フローチと対戦し、プロ初黒星となる12回1-2（114-113、112-115、112-115）の判定負けを喫し王座獲得に失敗した。
2010年3月27日、Super Sixのグループステージ2でアルツール・アブラハムと対戦し、4回にはアブラハムのプロ初となるダウンを奪うが、11回にディレルがスリップして倒れたところにアブラハムのパンチを受け反則勝ちとなった。
2010年10月7日、神経障害を発症し、2戦を戦ったのみでSuper Six World Boxing Classicから撤退することになった。
2011年12月30日、約1年9ヶ月ぶりの復帰戦を2回TKOで飾るが、再びブランクを作ることになる。
2013年2月2日、約1年2ヶ月ぶりの試合を10回判定勝ちする。
2013年4月12日、フライデーナイトファイトのメインイベントに出場予定だったが理由が明らかにされないまま欠場となった。
2014年7月24日、50セントのSMSプロモーションズから離脱する事を発表した。
2014年8月1日、約1年6ヶ月ぶりの試合を5回TKO勝利で飾った。
2015年5月23日、ボストンのアガニス・アリーナでジェームス・デゲールとIBF世界スーパーミドル級王座決定戦を行い、12回0-3（2者が112-114、109-117）の判定負けを喫し王座獲得に失敗した。
2015年10月17日、バージニア州でブレイク・キャパレロと対戦が決まっていたが、詳細は不明ながらディレルに健康問題が判明し試合中止となった。
2016年4月29日、アトランティックシティのトランプ・タージ・マハル内エテズス・アリーナで元IBO世界ライトヘビー級王者のブレイク・キャパレロとスーパーミドル級10回戦を行い、10回3-0（3者共に98-91）の判定勝ちを収めた。
2017年5月20日、約1年1カ月ぶりの試合をメリーランド州オクソン・ヒルのMGMナショナル・ハーバー内ザ・シアターにてゲーリー・ラッセル・ジュニア対オスカル・エスカンドンの前座でホセ・ウスカテギとIBF世界スーパーミドル級暫定王座決定戦を行い、8回終了を告げるゴングの後にウスカテギのパンチを受けダウンを喫したが、主審がウスカテギの失格負けを宣告したことにより王座獲得に成功した。試合後リング上の混乱に乗じてディレルのトレーナーで叔父のレオン・ローソンが不意をついてウスカテギを素手で殴り、そのまま会場から逃走して姿を消すが、翌日にウスカテギ側は暴行罪でローソンを告訴した。
2017年9月1日、ホセ・ウスカテギが失格負けの裁定に不服を申し立てた為、メリーランド州アスレチックコミッションで審理されたが、ウスカテギの申し立てを却下して失格負けを支持する判断が出された。
2018年3月3日、ニューヨークのバークレイズ・センターでホセ・ウスカテギと再戦し、ディレルが9回2秒で棄権しTKO負けを喫し初防衛に失敗、前戦の借りを返されると共に王座から陥落した。

## 獲得タイトル
- NABO北米スーパーミドル級暫定王座
- IBF世界スーパーミドル級暫定王座（防衛0）